# Grupa Interwencyjna Służby Więziennej
Grupa Interwencyjna Służby Więziennej (w skrócie GISW) – nazwa taktycznych formacji Służby Więziennej powołanych na podstawie zarządzenia w sprawie organizacji i zakresu działania etatowych Grup Interwencyjnych Służby Więziennej podpisanego 31 marca 2010 roku przez Dyrektora Generalnego Służby Więziennej płk Kajetana Dubiela. Niemniej jednak nieetatowe formacje GISW powstawały w poszczególnych jednostkach penitencjarnych od 2004 roku, np. w Zakładzie Karnym nr 1 we Wrocławiu, Zakładzie Karnym w Nowym Sączu lub Areszcie Śledczym Warszawa-Mokotów.
Do zadań GISW należą między innymi interweniowanie w sytuacjach naruszenia porządku, udaremnianie prób ucieczek i buntów w jednostkach penitencjarnych, udaremnianie zamachów na życie i zdrowie funkcjonariuszy i osób osadzonych, a także wykonywanie zadań konwojowych.
GISW wchodzą w skład okręgowych sił wsparcia i mogą stanowić skład odwodu Dyrektora Generalnego SW.
Funkcjonariusze, lub operatorzy, Grup Interwencyjnych SW nazywani są potocznie „gisami” .

## Historia
Od 2004 roku nieetatowe formacje GISW powoływane były doraźnie przez poszczególne jednostki penitencjarne, np. ZK nr we Wrocławiu, AŚ Warszawa-Mokotów lub ZK w Nowym Sączu. Wybierano do nich funkcjonariuszy w sposób doraźny. W czasie wolnym szkolili się oni z technik interwencji i walki. Szkolenia opierały się często na przekazywaniu porad przez bardziej doświadczonych funkcjonariuszy SW . Grupy te, w celu podniesienia swoich kompetencji, współpracowały m.in. z policyjnymi pododdziałami antyterrorystycznymi. Formowanie nieetatowych grup przeznaczonych do zadań specjalnych wynikało z doświadczeń zebranych podczas buntu osadzonych w Zakładzie Karnym w Goleniowie koło Szczecina, kiedy doszło do zajęcia kilku pawilonów lub podczas buntu w Zakładzie Karnym w Czarnem, kiedy zginęło sześciu osadzonych, a rannych zostało ponad 100 osób. Grupy te miały też poprawić bezpieczeństwo konwojów osadzonych do sądów lub innych jednostek penitencjarnych.
Problemem pierwszych grup interwencyjnych był jednak brak specjalistycznego szkolenia i sprzętu, brak scentralizowanego systemu dowodzenia lub zbyt duża rotacja funkcjonariuszy .
31 marca 2010 roku Dyrektor Generalny SW płk Kajetan Dubiel podpisał Zarządzenie nr 14 w sprawie organizacji i zakresu działania etatowych Grup Interwencyjnych Służby Więziennej. Na tej podstawie w strukturach każdego z Okręgowych Inspektoratów Służby Więziennej stworzono po jednej etatowej grupie interwencyjnej . Decyzja ta była wynikiem podjętej w 2010 roku reformy Służby Więziennej, której celem miało być zwiększenie profesjonalizmu działań funkcjonariuszy SW i poprawa jakości ich działań. Chciano powołać mobilne, specjalnie wyszkolone zespoły, mogące być użyte w przypadku zagrożenia życia lub zdrowia, a także buntu w jednostkach penitencjarnych.
11 stycznia 2011 roku Dyrektor Generalny SW płk Jacek Włodarski podpisał Zarządzenie Nr 3/2011 Dyrektora Generalnego Służby Więziennej z dnia 11 stycznia 2011 r. w sprawie zasad organizacji i zakresu działania etatowych Grup Interwencyjnych Służby Więziennej, które reguluje kwestie powoływania GISW, użycia, podporządkowania, umundurowania i wyposażenia GISW.
5 listopada 2019 roku Dyrektor Generalny SW gen. Jacek Kitliński podpisał Zarządzenie nr 56/2019 Dyrektora Generalnego Służby Więziennej z dnia 5 listopada 2019 r. w sprawie ustanowienia, zasad przyznawania, noszenia oraz wzoru „Odznaki Grup Interwencyjnych Służby Więziennej”, które w celu uhonorowania i wyróżnienia funkcjonariuszy GISW ustanawia odznakę GISW oraz zasady jej przyznawania, noszenia i wzór.

## Charakterystyka

### Skład i wyposażenie
Grupy interwencyjne są tworzone przez Dyrektora Okręgowego SW, który wyznacza ich skład, Dowódcę Grupy Interwencyjnej oraz jego zastępcę który jest jednocześnie dowódcą 2 sekcji. Funkcjonariusze oddelegowani do GISW wchodzą w skład działu ochrony jednostki organizacyjnej w której stacjonują natomiast bezpośrednio podlegają rozkazom Dyrektora Okręgowego.
Grupa interwencyjna składa się z dwóch sekcji po ośmiu funkcjonariuszy. Każda sekcja ma swojego dowódcę. Funkcjonariusze grup interwencyjnych muszą być dyspozycyjni 24 godziny na dobę, siedem dni w tygodniu .
Minimalne normy uzbrojenia funkcjonariuszy GISW stanowią, że każdy operator wyposażony jest w jedną sztukę broni krótkiej oraz jedną sztukę broni długiej przypisanej do poszczególnego operatora. Na grupę przypadają również pistolety maszynowe, strzelby powtarzalne oraz granatniki. Grupy wykorzystują granaty hukowo-błyskowe, dymne, łzawiące, paralizatory. Ponadto GISW używa drabinek szturmowych, specjalistycznego sprzętu do usuwania barykad, pałek teleskopowych lub tonf, kajdanek, gazu łzawiącego.

### Wykorzystanie
Grupy interwencyjne, w ramach zadań zleconych przez dyrektora okręgowego, mogą być wykorzystywane do:
- zapobiegania zdarzeniom nadzwyczajnym lub likwidowania ich skutków,
- konwojowania osadzonych wymagających wzmożonych działań ochronnych,
- uczestniczenia w ćwiczeniach ochronnych i obronnych organizowanych na terenie jednostek organizacyjnych podległych dyrektorowi okręgowemu,
- szkolenia funkcjonariuszy działów ochrony z zakresu technik interwencyjnych.

Operatorzy GISW dodatkowo przeprowadzają kontrole cel i pomieszczeń w jednostkach penitencjarnych , dozorowanie osadzonych przebywających w szpitalu lub na pogrzebie członka rodziny. Funkcjonariusze grup interwencyjnych zajmują się także działaniami pościgowymi oraz zatrzymywaniem i doprowadzaniem osadzonych, którzy dobrowolnie nie powrócili z udzielonej przepustki, prowadzą szkolenia z zakresu strzelectwa bojowego technik interwencyjnych, konwojowania oraz samoobrony dla innych funkcjonariuszy jednostek podległych danemu okręgowi.
Grupy interwencyjne, w związku z tym, iż mogą stanowić odwód Dyrektora Generalnego, pozostają w gotowości do wsparcia grup z innych województw.

### Szkolenie
Dyrektorzy okręgowi SW są zobowiązani do zapewnienia bazy szkoleniowej dla grup interwencyjnych. Ponadto funkcjonariusze GISW biorą udział w szkoleniach z ratownictwa medycznego, a także w ćwiczeniach z oddziałami Straży Granicznej, Straży Pożarnej, Policji, CBŚP.